# Championship Manager (sorozat)
A Championship Manager labdarúgó-szimulátor számítógépes program. A játék során egy tetszőlegesen kiválasztott csapatot irányítunk, törekedve a minél jobb eredmények elérésére. Fontos megjegyezni, hogy a játék előrehaladtával lehetőségünk van másik csapathoz igazolni.

## Rövid történet
A sorozat első darabja még 1992-ből való, mikor két testvér, Paul és Oliver Collyer elkészítette azt shropshire-i (Anglia) otthonukban. Az első verzió mögött még nem állt hivatalos gyártó, csupán két, a labdarúgásért rajongó fiatalember. A játék olyannyira működött, hogy létrehozták Észak-Londonban saját számítógépes gyártó és fejlesztő cégüket, a Sports Interactive-ot. Oliver még mindig a cégnél dolgozik részmunkaidőben, illetve mindkét testvér résztulajdonosa még mindig az SI-nak. A sorozat negyedik verziója után az SI szakított az Eidos nevű kiadó céggel, helyét a Sega vette át, már Football Manager néven futott tovább a játék.

### Championship Manager 1
A sorozat első darabja 1992-ben került a játékboltok polcaira. Nem kísérte nagy népszerűség a megjelenését, köszönhetően annak, hogy mind irányíthatóságban, mind grafikában elmaradt a "rivális" szimulációs játékoktól, mint a Premier Manager vagy a The Manager. A legszembetűnőbb hiányosságok között említendők a hang effektusok, illetve a szoftver lényegét adó "mérkőzés-szekcióban" csupán egy órát, az események szöveges kommentálását illetve egy, labdabirtoklás szerint harmadokra felosztott pályát lehet látni. Előnyére vált, hogy már ekkor megjelent a játékosok 1-től 10-ig történő osztályozása, így a managerek figyelemmel követhetik labdarúgóik teljesítményét.
Championship Manager 1.1 (93/94)
Mint a nevéből is kiderül, a sorozat ezen update-je az 1993 - 1994-es szezonra vonatkozik. Egy év alatt több változtatást is eszközöltek a készítők, ezáltal növelve évről évre a népszerűségét. Ilyenek mint:
- külföldi igazolható játékosok listája
- több mérkőzés eseményeit kommentáló szöveges kiírás
- hosszabbítás a mérkőzés végén
- több játékos-díj
- nyolc különböző háttérkép
- a játék betöltési idejének rövidítése
- az FA Premier League megalkotása

### Championship Manager 2
Megjelenési ideje 1995. A "mérkőzés-szekcióban" a szöveges kommentár szókincse nagyra bővült, ezért is vált az évtized közepére ez a verzió a legnépszerűbbé a labdarúgó szimulációs játékok sorában. Egyre több és több háttérkép beillesztése vált elérhetővé, így minden európai stadionhoz kiválasztható mára megfelelő kép.
Championship Manager 2.1 (96/97)
Már három játszható bajnokság közül választhatunk, ezek a skót, az angol és az olasz liga. Szabályaiban egyre inkább megközelítette ez a verzió a valóságot, ezek között említhetjük a Bosman-szabályt. Lehetővé vált, hogy nemzeti válogatottat is irányítsunk, ehhez az installáció és bajnokság betöltése után a manager névnél egy akkori szövetségi kapitány nevét kell beírnunk (pl.: Glenn Hoddle, mint az angol válogatott vezetője), így a program automatikusan felajánlja a vezetői posztot.
Championship Manager 2.2 (97/98)
Új taktikai elemek, 9 játszható bajnokság, mindez 1997-ből. A sorozat rajongói számára még ez a verzió maradt meg annyira egyszerűnek, ami még élvezhető, szemben a későbbi, bonyolultabbá vált darabokkal. Itt már használható a CM Editor, ami segít a hivatalosan kiadott adatbázisba "belenyúlni", így mint: új játékosok létrehozása, nevek átírása, képességek megváltoztatása. Az előző verzióhoz képest megháromszorozódott a játszható bajnokságok száma, ezek: angol, belga, francia, német, holland, olasz, portugál, skót, spanyol

### Championship Manager 3
Ehhez a verzióhoz "csatlakozott" az amerikai MLS bajnokság, ezenkívül kiemelendő a média szerepének megnövekedése a managerek hírek-szekciójában, itt a játékosokról és csapatokról is véleményt formálnak a média. Az egész játék arculata áttekinthetőbb lett: a menü oszlop függőlegesen a kép bal oldalán jelent meg, ez lehetővé tette, hogy jobb minőségű és nagyon felbontású háttérképeket illeszthessen be a játékos. Továbbá a játékosmegfigyelők rendszere, az edzéstervek, a kupasorozatok váltak részletesebbé és részletezhetőbbé. Fontos lépést tett a verzió az internet illetve a hálózati játékok világa felé: LAN-rendszerben egyszerre akár 16 játékos is összemérheti erejét ugyanabban a virtuális labdarúgó világban. A játszható bajnokságok listája:
- Európában: belga, dán, angol, francia, német, holland, olasz, norvég, portugál, skót, spanyol, svéd
- Dél-Amerikában: argentin, brazil
- Ázsiában: japán

Championship Manager 3.1 (99/00)
Megjegyzendő, hogy ez a Championship Manager 3-as verziójának az 1999-2000-es labdarúgó szezonhoz tartozó típusa, az első "forradalmi" változtatások (grafika, játszhatóság, játék sebessége) ehhez köthetők.
Championship Manager 3.2 (00/01)
Ehhez a verzióhoz 10 újabb játszható bajnokság csatlakozott, mint Wales, Oroszország, Ausztrália, Görögország és Észak-Írország nemzeti bajnoksága. A 2000 - 2001-es update-hez már hivatalos CM Editor is tartozik, ami lehetővé teszi, hogy az adatbázisban változtassuk meg a játékosok képességeit, neveit, a klubszíneket, stb., egyszóval szinte mindent.
Championship Manager 3.3 (01/02)
A sorozat máig egyik legnépszerűbb darabja a CM 01/02. Újdonságok között említhető az új, EU-s átigazolási rendszer, ezenkívül jegyzeteket készíthetünk játékosokról, szabadságra küldhetjük őket, illetve képességeiket összevethetjük más labdarúgóéval.
Adatbázis frissítéshez ajánlott ezt az oldalt felkeresni.
A hivatalos 01/02-es verzióban már 22 játszható bajnokság szerepel, viszont ez csak az eredeti, 3.9.60-as patch-re vonatkozik. A 3.9.68-as patch, ami nélkülözhetetlen az adatbázis frissítéshez, már a dél-koreai K-Ligát is szerepelteti. A 3.9.68-as patch megtalálható itt.
A későbbi verziókkal illetve a rivális játékokkal összevetve sok kritika éri a 01/02-es verziót az egyszerű grafikája és könnyű játszhatósága miatt. Több csalásra is van lehetőség a programban, hogy javítsunk az esetleges gyenge eredményeken.
Ajánlott játékosok. YouTube 

### Championship Manager 4
A CM 3 kitörő sikere után 2003. március 28-án a boltokba került 4-es verzió a megjelenés napján sorban döntötte a PC játékok eladási rekordjait. Nemzetközi hírnevét annak is köszönheti, hogy a hivatalos kiadásban már 39 játszható bajnokság van, míg az update-ben még 4. A Sports Interactive által megálmodott grafikai kiegészítés körvonalai ebben a kiadásban már láthatóvá váltak: játék közben a szöveges kommentár mellett felülnézetből követhetjük szemmel a labdarúgók és a labda mozgását.
Mindezek ellenére a rajongók nagy része nem kedvelte meg a programot: a játék bosszantóan lassan tölt be, túl bonyolulttá vált az irányíthatóság illetve irreális helyzetek fordulnak elő, mint például alacsonyabb osztályhoz tartozó csapatok is könnyedén igazolnak sztárokat.
Championship Manager 4.1 (03/04)
A Collyer fivérek utolsó projektje a 03/04-es verzió, ezután szakítanak a Sports Interactive-val és a Football Manager franchise alatt folytatják pályafutásukat. Az eredeti 4-es verzióhoz képest nőtt a taktikai lehetőségek száma, mint ahogy több a játszható bajnokság, köztük már a magyar is ott van.

### Szakítás az Eidos-szal
Az SI Games, a Championship Manager készítői 2004-ben szakítanak kiadójukkal, az Eidos-szal, majd szerződést kötnek a Sega nevezetű játékforgalmazóval, a sorozatot Football Manager néven folytatják. Az SI Games megtartotta a program felépítését, a programozáshoz szükséges információkat és az Eidos-szal karöltve folytatták a Championship Manager franchise alatt megkezdett munkát, tehát a sorozat nem szakadt meg, csupán kettévált azzal, hogy az eredeti programozók már más forgalmazónak dolgoznak.
A rivalizálás várható volt: A Sports Interactive a SEGA-val, míg a Beautiful Games Studios (új programozókból szervezett csapat) az Eidos-szal együtt próbálta meghódítani a piacot. Érdekes módon a Football Manager név alatt folytatódó játék hasonlít sokkal jobban a régi CM-hez, míg a Championship Manager név alatt futó 5-ös verzió teljesen megváltozott arculattal jelentkezett 2005-ben.

### Championship Manager 5
Eredetileg 2004 októberére tervezett kiadás elcsúszott 2005 márciusáig programozási gondok miatt, nagy előnyt adva ezzel a rivális Football Managernek. De ez csak az első gond volt. A rajongók nehezen kezelhetőnek és hibásnak érezték ezt a kiadványt. A korábbi CM erőssége az volt, hogy az adatbázist rajongók készítették rajongóknak (játékoskeretek frissítése, képességek, új tehetséges, stb.), ezzel szemben most "házon belül" próbálták ezt megoldani, inkább kevesebb mint több sikerrel. Több játékosnak hiányos a karrier története, ezen kívül a multiplayer mód is erősen akadozik, a játszhatóság pedig egyenesen katasztrofálisra sikeredett a korábbi verziókhoz képest.
Az eredetihez megjelentetett két patch sokat javít a játék hibáin, de ez sem menti meg attól a ténytől a CM 5-öt, hogy az addigi legtöbb kritikával illetett verzió legyen, komoly lépéselőnyhöz juttatva ezzel a FM projektet.
Championship Manager 5.1 (2006)
Sikerült kissé csökkenteni a Football Manager és a Championship Manager között kialakult távolságot azzal, hogy itt a mérkőzés-szekcióban már egy új típusú 3D-s rendszerben követhető a mérkőzés és az akciók. Még nem egy FIFA-típusú grafikai megoldás ez, de a korábbi 2D-hez képest komoly előrelépés a gyártótól.
Növelték a játékosok személyiségét kifejező interakciós lehetőségeket: 32-féleképpen fejezhetik ki érzelmüket ha honvágyuk van, vagy épp valakit nem kedvelnek a csapatból.
Az adatbázis korábbi hibáit nagyrészt kijavították, sőt, hivatalosan is megjelentettek update-et, illetve egy olyan csomagot, ami tartalmaz a hiányosságok betöltésére szolgáló patch-et (ez eredeti kiadásban nemzeti válogatottat még nem lehetett irányítani, a patch ezt lehetővé teszi).
Championship Manager 5.2 (2007)
Ez a verzió 2006. október 23-án került a boltokba. Már játszható PlayStation 2-n illetve Xbox 360-on is. A legfontosabb újdonságok között szerepel a mérkőzés analízis illetve a csapattalálkozó vagy megbeszélés, ahol személyre szabottan lehet taktikai és egyéb utasításokkal ellátni focistáinkat.
A reakciók megint felemásak voltak, hiszen bátran ki lehet jelenteni, hogy a piacon a "második legjobb szimulációs labdarúgó játék a Championship Manager 2007", viszont a Football Manager még mindig lekörözi őket. A Eidos-szal történt szakítás óta nem tért magához a CM sorozat.